# Скитник
Скитникът обикновено е беден човек без постоянниместожителство и трудова заетост или друг източник на парични доходи, придвижващ се от едно място към друго място с цел търсене на препитание. През почти всички исторически епохи отделните племена и народи са се отнасяли недоброжелателно, с недоверие и пренебрежение към скитниците.
Следва да се прави разграничение, макар и да не е лесно, с Дромома́ния (гръц. δρόμος μανία, фр. vagabondage), която е склонност към скитничество, характерно за психични разстройства при психопатия и обсесивно компулсивни разстройства.
Освен моралните негативи скитниците често са обект и на нормативни ограничения, така например член 5-и от Конвенцията за защита на правата на човека и основните свободи гласи:
1. Всеки има право на свобода и сигурност. Никой не може да бъде лишен от свобода освен в следните случаи и само в съответствие с предвидени от закона процедури:
- a)... – d)...
- е) законно лишаване от свобода на човек с цел да се предотврати разпространението на инфекциозни болести, както и на скитници, душевноболни човеци, алкохолно или наркотично зависими;

Повечето религии проповядват на хората да бъдат състрадателни и да помагат на старите, бедните и немощните. Да нахраниш гладния, да напоиш жадния и да подслониш скитника, е проява на голяма добродетел, за която повечето религии обещават щедро възнаграждение на добрите и милостиви хора приживе както на земята, така и на небето след момента на настъпване на мозъчна смърт.
Всички държави с изключение на Израел, Кипър, Латвия, Литва, Люксембург, Малта, Мексико, Словения, Турция, Унгария, Хърватия, Швейцария имат стратегически програми за приобщаване на бездомните и скитниците, но проблемът си остава нерешен и в XXI век. В Република България грижата за скитниците е поверена на Министерството на труда и социалната политика.